# 董晉 (唐朝)
董晉（724年—799年3月13日），字混成，唐河东虞鄉（今山西永濟）万岁里人。

## 生平
生於開元十二年（724年），唐玄宗後期中明經及第，唐肅宗即位後，被任命為秘書省校書郎，供職翰林。历任卫尉丞、汾州司马、淮南节度判官、殿中侍御史、主客员外郎、祠部郎中。大历年间，董晋随同兵部侍郎李涵护送崇徽公主和亲回纥，不辱使命，拜司勋郎中，迁秘书少监，历太府、太常二寺少卿，为左金吾卫将军。德宗時歷任太府卿、御史中丞、华州刺史。泾原兵變時，赴奉天歸附德宗，被封为国子祭酒兼御史大夫。四镇之乱时，董晉義釋李怀光，使之不與朱泚為伍。任左金吾卫大将军、尚书左丞，时尚书右丞元琇领度支使，被韩滉排挤贬黜，董晉极力为元琇辩解，受到百官瞩目，复拜太常卿。贞元五年（789年），为门下侍郎，同中书门下平章事（宰相）。當時窦参得寵於德宗，大权独揽，董晋只是奉旨而已。后窦参逐渐骄横，德宗向董晋詢問窦参之過，董晋如实回答，於是德宗罢免窦参。董晋上疏辞职。
贞元九年（793年），为礼部尚书、兵部尚书、东都留守、东都畿汝州都防御使。貞元十二年（796年），汴州（開封）節度使李万荣死，其子李迺作亂，监军使俱文珍与其大将鄧惟恭將其逮捕，押往京師。朝廷以董晉任宣武軍節度使，汝州刺史陸長源任行军司马隨行，引起鄧惟恭不滿。董晉到任後把鄧惟恭發配到岭南。長源性剛刻，多追究宣武軍陳年惡行。董晉一開始支持他，後來見鎮兵關係惡化，遂制止其作為。又用節度判官孟叔度管理財政，叔度对军士极度轻视，与陸長源两人深受军中士卒的厌恶。貞元十五年（799年）二月三日董晉卒，年七十六。贈太傅，諡曰恭惠。董晉死後第四日，汴州大乱，陸长源、孟叔度等人被杀。

## 宣武节度董晉碑
欧阳修《集古录》记载董晉碑立于貞元十五年（799年），中书舍人权德舆撰，皇太子侍书殿中丞王丕书。碑云董晉字浑成，河东虞鄉人。《全唐文》载有《唐故宣武军节度副大使知节度事管内支度营田汴宋亳颍等州观察处置等使金紫光禄大夫检校尚书左仆射同中书门下平章事陇西郡开国公赠太傅董公神道碑铭（并序）》。

## 家族

### 先祖
曾祖董仁琬，州博士。祖董大礼，赠右散骑常侍。父董伯良，开州新浦主簿，赠尚书左仆射。

### 子孙
娶南阳张氏夫人，后娶京兆韦氏夫人。
- 董全道，曾任秘书省著作郎，官终殿中少監
- 董溪（763年-811年），字惟深，曾任秘书郎，官终商州刺史
  - 董正惠，早卒。
  - 董居中
  - 董從直
  - 董居敬
- 董全素，曾任大理评事，官终太子中舍人
- 董澥，太常寺太祝

## 延伸阅读
[在维基数据编辑]
 在维基文库阅读此作者作品
 《舊唐書·卷145》，出自刘昫《舊唐書》
 《新唐書·卷151》，出自《新唐書》